# Рахіси папороті

Рахіси папороті

Рахіси папороті - молоді пагони папороті, які ще не розгорнулися під час вегетації. Також відомі як равлики папороті. Рахіс - ботанічна назва складного листка, що складається з центральної жилки з черешком. Рахіси деяких папоротей їстівні і заготовлюються в їжу в багатьох регіонах. Вони містять антиоксиданти, омега-3 і омега-6 жирні кислоти з високим вмістом заліза й клітковини.

## Кулінарне використання

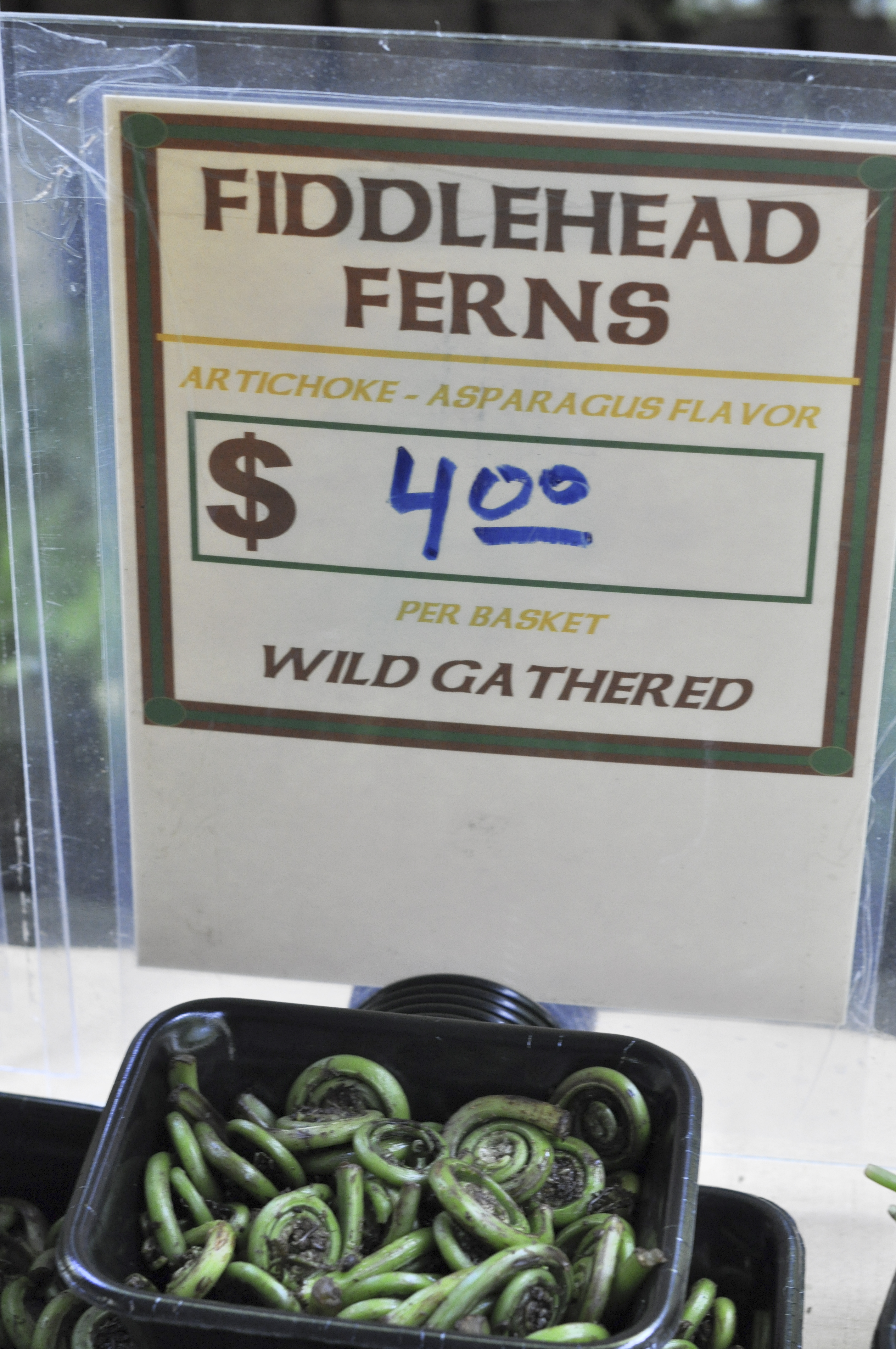
Рахіси на фермерському ринку в Портленді, штат Орегон, США

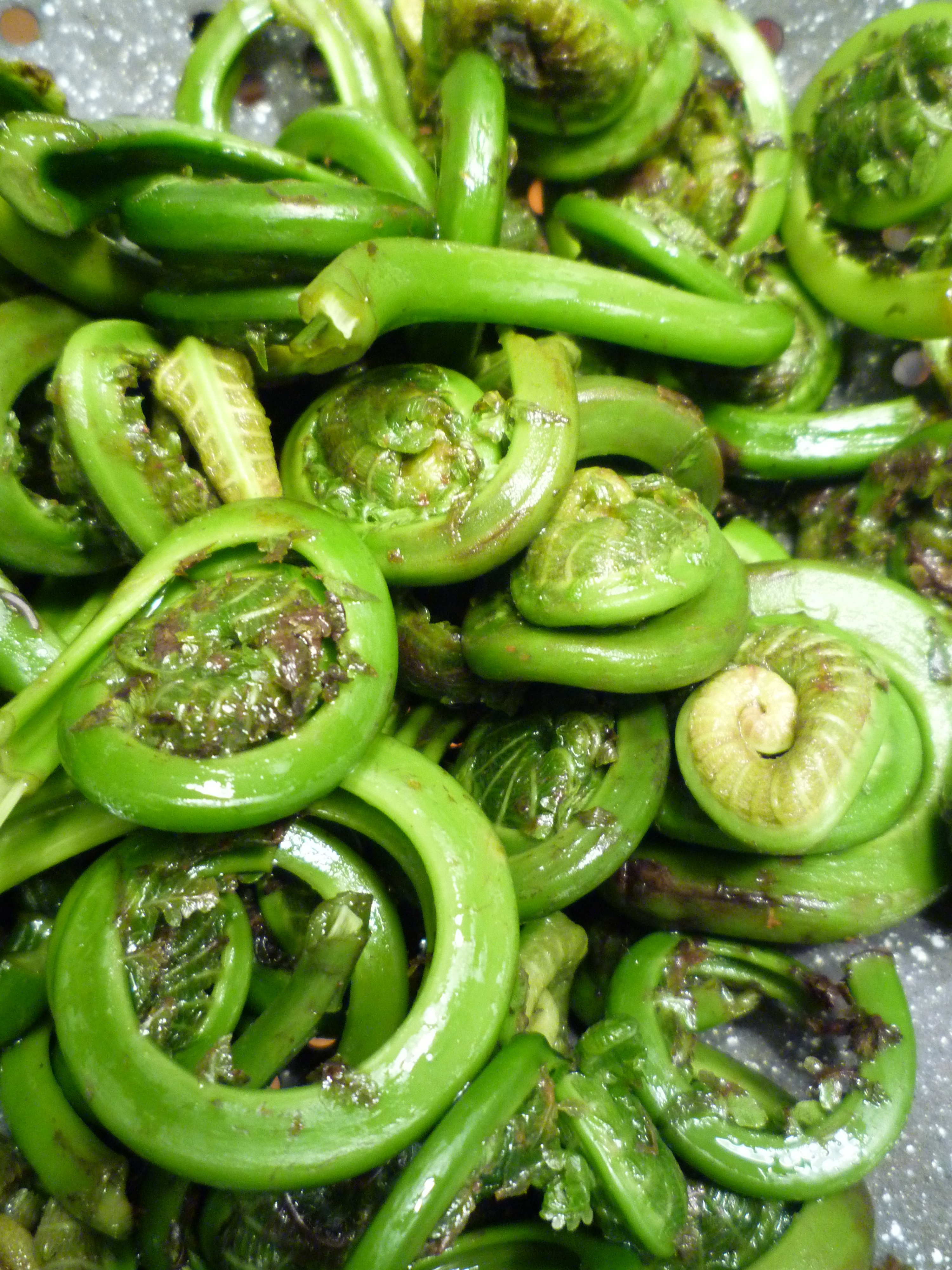
Тільки що зібрані і промиті рахіси страусового пера звичайного

Рахіси деяких папоротей їстівні і готуються як овочі. Найпопулярніші з них:
- Багаторядник захищений [en] (Polystichum munitum)
- Орляк звичайний (Pterídium aquilínum)
- Страусове перо звичайне (Matteuccia struthiopteris)
- Безщитник жіночий, або Папороть жіноча (Athyrium filix-femina)
- Осмунда азійська[en], або Осмунда корична (Osmunda cinnamomea)
- Осмунда велична, або Осмунда королівська ( Osmunda regalis)
- Осмунда японська (Osmunda japonica)
- Діплазіум їстівний (Diplazium esculentum)

Рахіси папороті входили в раціон мешканців великої території Північної Франції з раннього Середньовіччя, а населення Азії та корінні американці їли їх протягом століть. Хоча рахіси папороті і продають в деяких супермаркетах і подають в ресторанах, в більшості країн вони не культивуються і доступні тільки сезонно. В Японії, де вони користуються популярністю, вирощують Варабі (орляк звичайний) і зенмаї (осмунда японська). Величезна кількість папоротевих рахісів споживається в Японії, Південній Кореї та Китаї.

### В східноазійській кухні

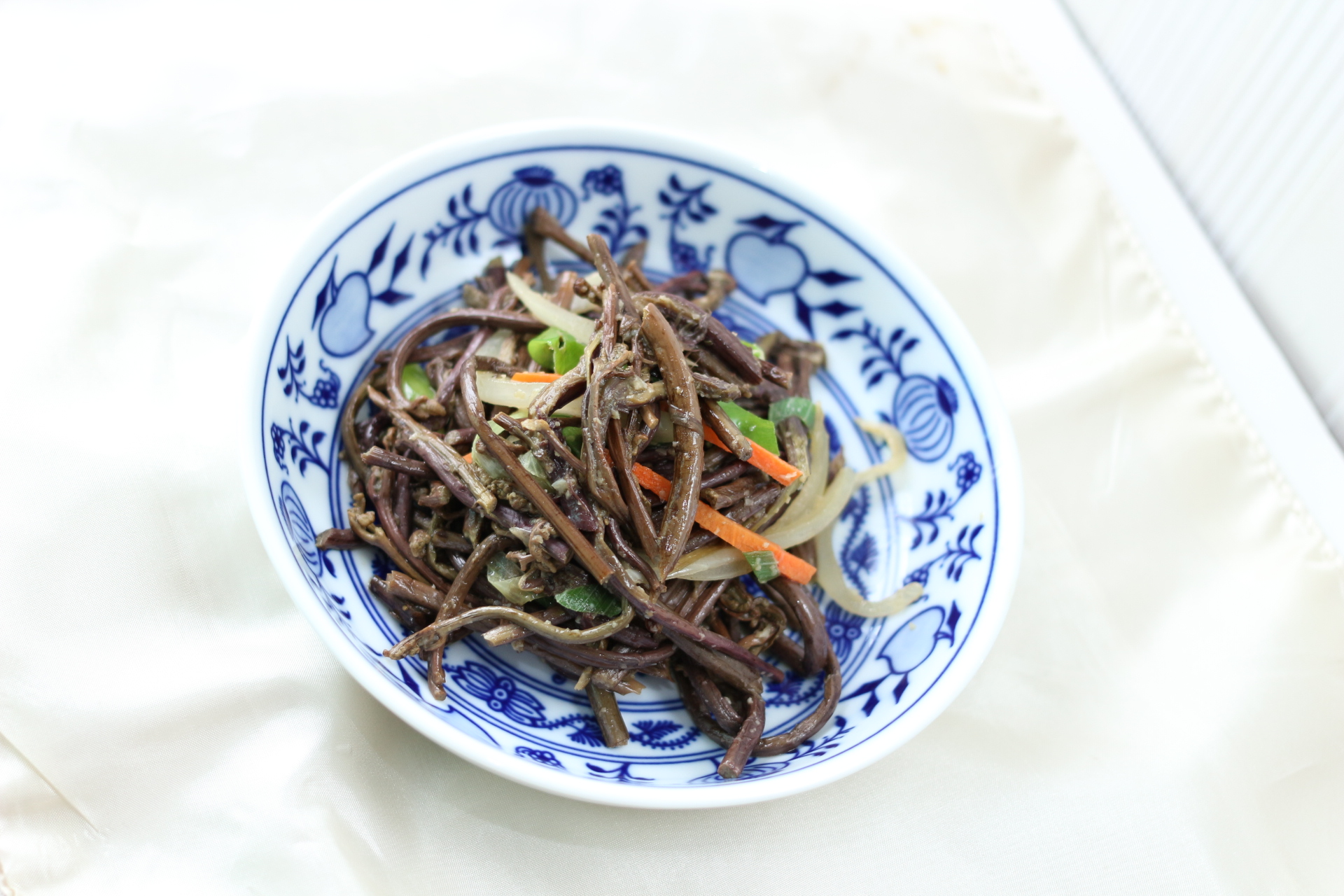
Корейська страва з Pteridium aquilinum

В Індонезії молоді пагони папороті готують в густому кокосовому соусі з прянощами: перцем чилі, калганом, цимбопогоном, листям куркуми. Це національна страва індонезійської народності мінангкабау називається Gulai Paku. У Східній Азії рахіси орляка звичайного їдять як овочі, називаючи їх варабі (蕨) в Японії,  косарі  (고사리) в Кореї, і цзюецай (蕨菜) в Китаї і Тайвані.
В Кореї типовим панчханом (невеликий гарнір) є косарі-намуль (고사리 나물), який складається з смажених папоротевих рахісів, корейці їх також використовують для популярної страви пібімпап.
В Японії рахіси орляка є цінною стравою. Там їх відносять до сансаїв (їстівні дикороси), серед них зенмаї (ゼ ン マ イ; 薇) - осмунда японська, когомі (コ ゴ ミ) - страусове перо звичайне, і варабі (ワ ラ ビ; 蕨) - орляк звичайний.

### В індійській кухні
На Індійському субконтиненті рахіси вживають в гімалайських північних і північно-східних штатах Індії.
У місті Куллу штату Гімачал-Прадеш відомо локальне вживання страви лінгрі і досить поширена страва з квашених рахісів лінгрі ка акаар.
У долині Кангра штату Гімачал-Прадеш ця страва називається лунгду на місцевому діалекті кангрі.
У регіоні Гархвал штату Уттаракханд папоротеві рахіси називають лангуда і їдять як овочі.
У місті Дарджилінг і штаті Сіккім страву з рахісів називаються нігуро (निगुरो) (з непальської кухні), їх маринують і змішують з місцевим сиром.
У штаті Ассам їх називають дхекія  і використовують як гарнір.
У місті Джамму штату Джамму і Кашмір рахіси називають кашрод (कसरोड). Найвідомішою національною стравою етнічної групи догрів є кашрод ка акаар, в якому використовують квашені рахіси папороті. Їх також готують у вигляді сухого овочевого гарніру, щоб вживати з індійськими коржами роті або парата.

### У непальській кухні
В Непалі з папоротевих рахісів готують сезонну страву, яке називається нігуро (निगुरो), бажану в якості овочевого гарніру, часто готується на місцевому топленому маслі. У цій країні рахіси папороті також маринують.

### В північноамериканській кухні
Рахіси папороті називають fiddlehead ferns в США і англомовних провінціях Канади, а також tête de violon у франкомовних провінціях Канади. Обидва ці терміни переводяться як голова скрипки. В більшості своїй в Північній Америці вживають рахіси страусового пера звичайного, вони з'являються навесні в диких вологих лісах північно-східних районах континенту. Папоротеві рахіси є традиційною стравою на півночі Нової Англії (особливо штат Мен) в США, і в Квебеці, Онтаріо та Приморських провінціях в Канаді. Рахіси також експортуються в свіжому і замороженому вигляді. Як правило, перш ніж їсти гарячими, їх готують на пару або варять. Потім змішують з голландським соусом, олією і лимонним соком або оцтом. Охолоджені рахіси використовують в салат або просто з майонезом.
Для малесітів папоротеві рахіси вважалися лікарськими і застосовувалися в якості продуктів харчування, вони збиралися в великих кількостях протягом відносно короткого сезону, перш ніж розгорнутися.
У Північній Америці рахіси доступні на ринку протягом усього декількох тижнів навесні і досить дорогі. Однак, мариновані і заморожені рахіси можна знайти в деяких магазинах цілий рік.

### Рахіси їстівних папоротей

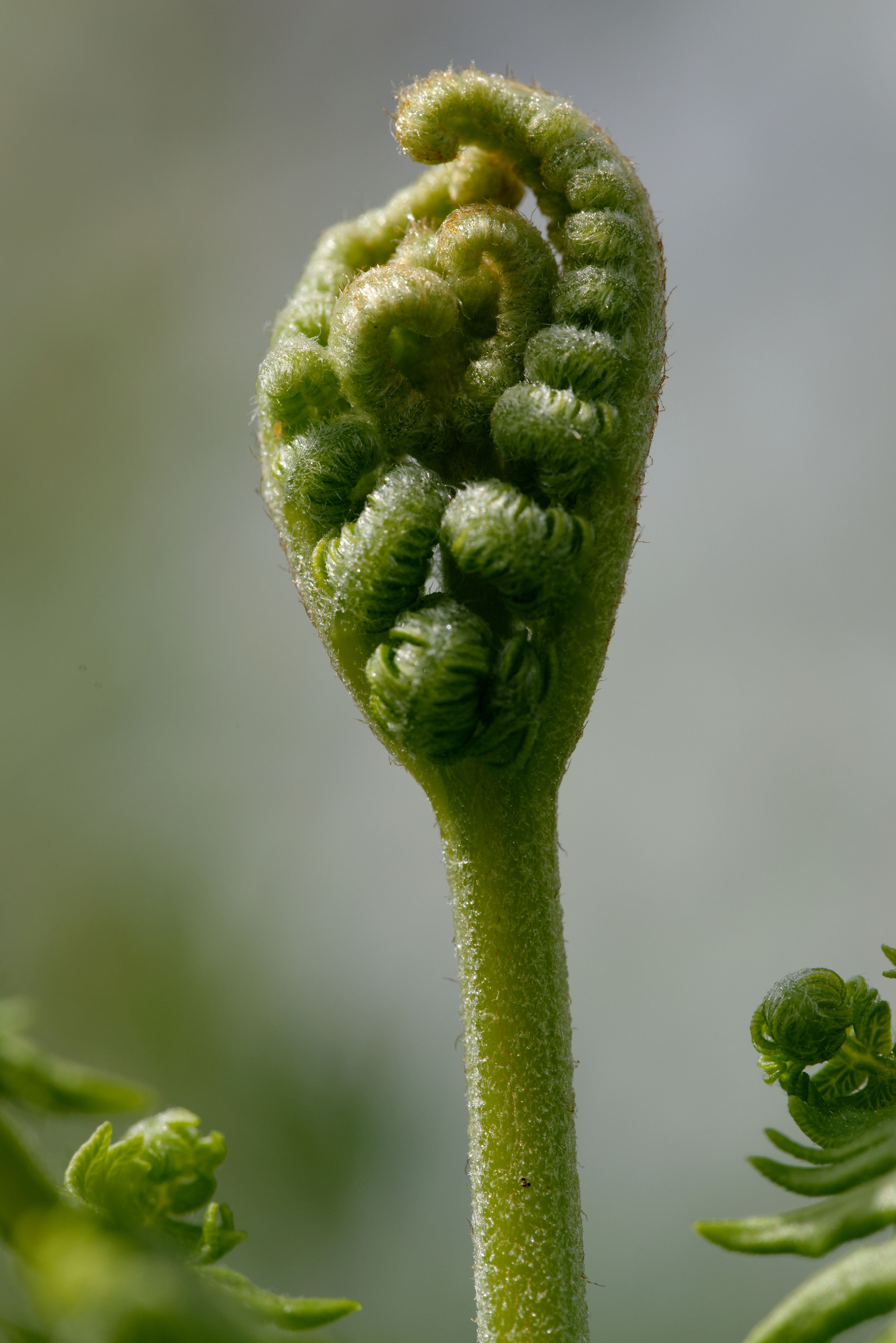
Орляк звичайний
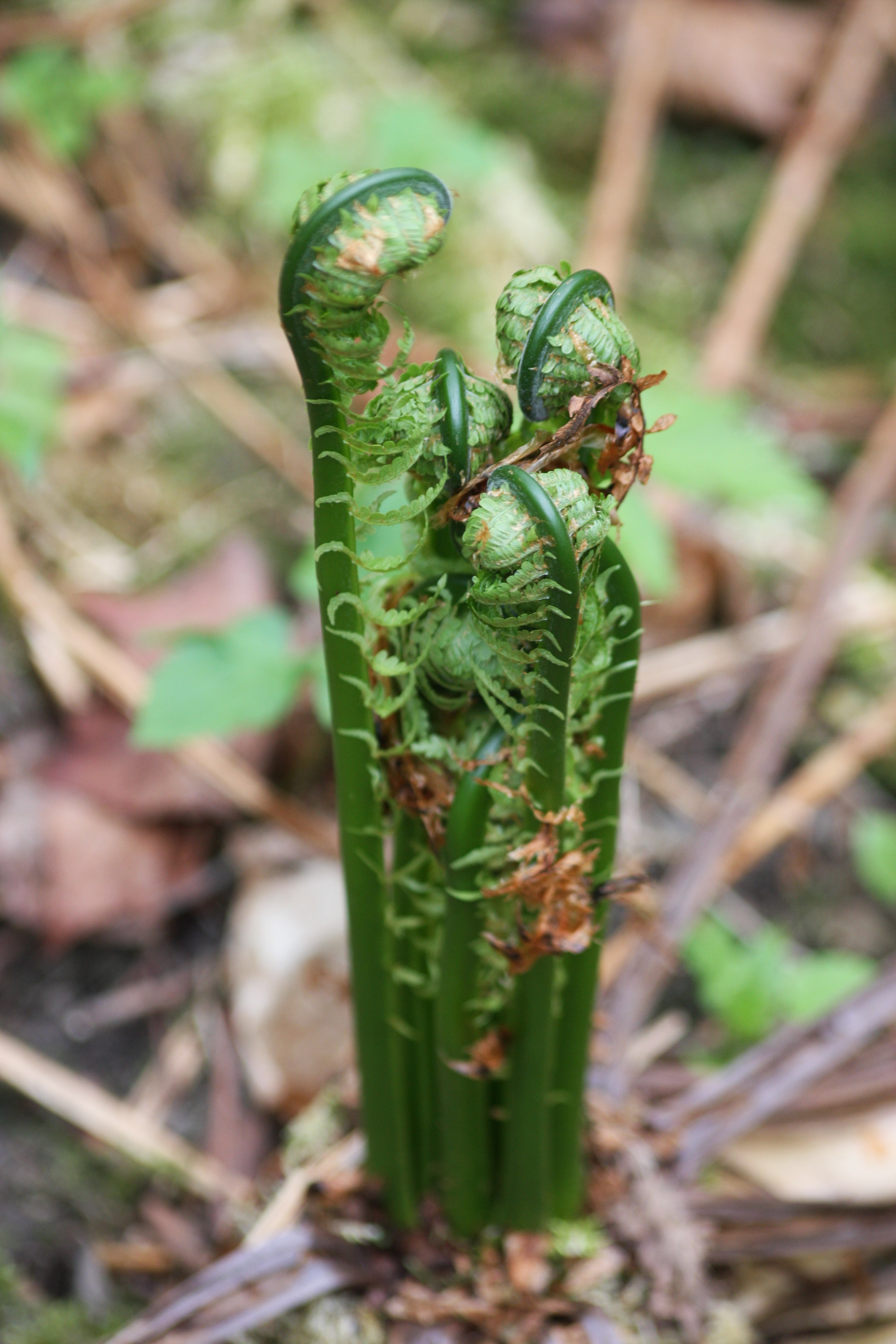
Страусове перо звичайне
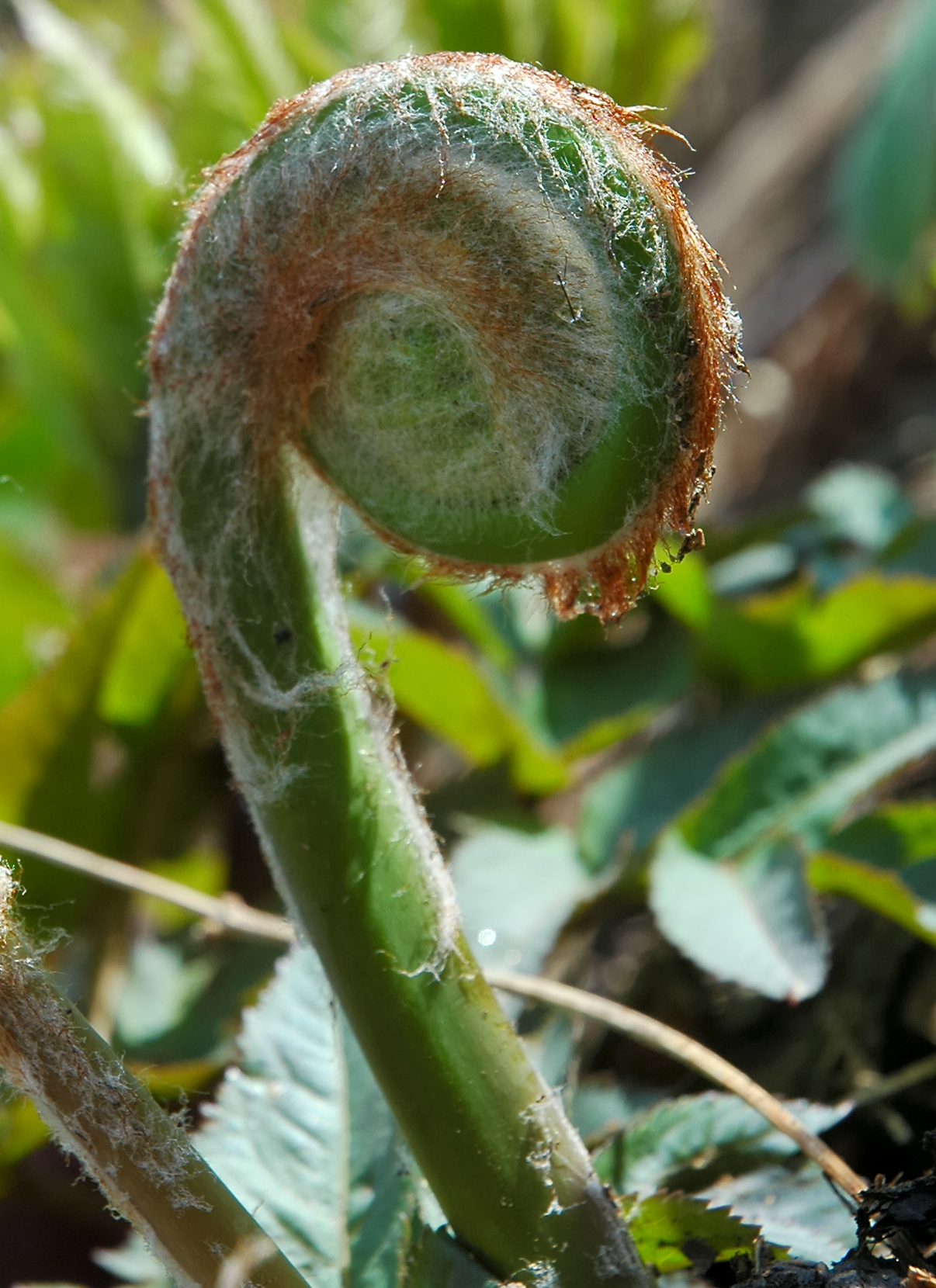
Осмунда японська
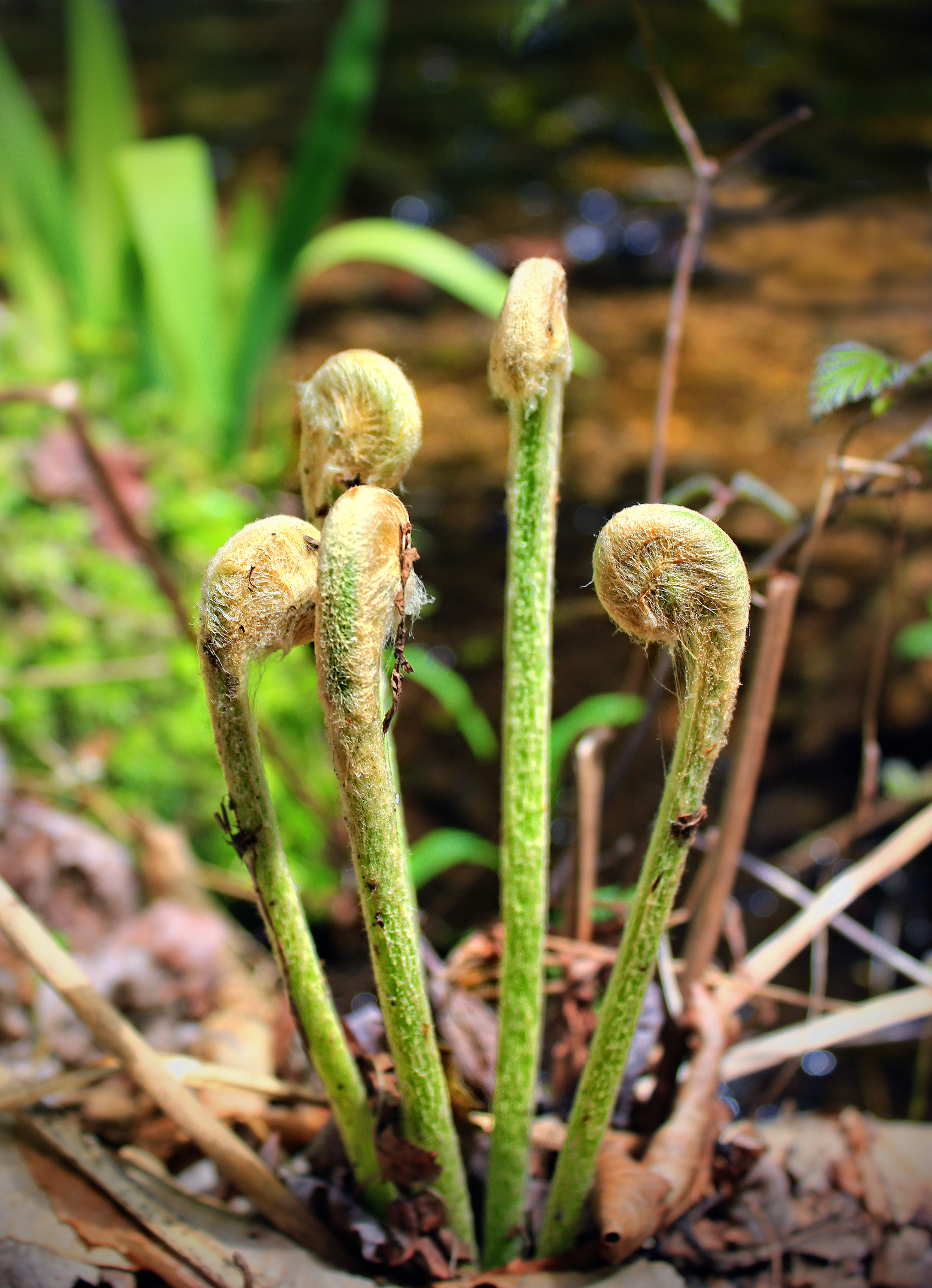
Осмунда азійська
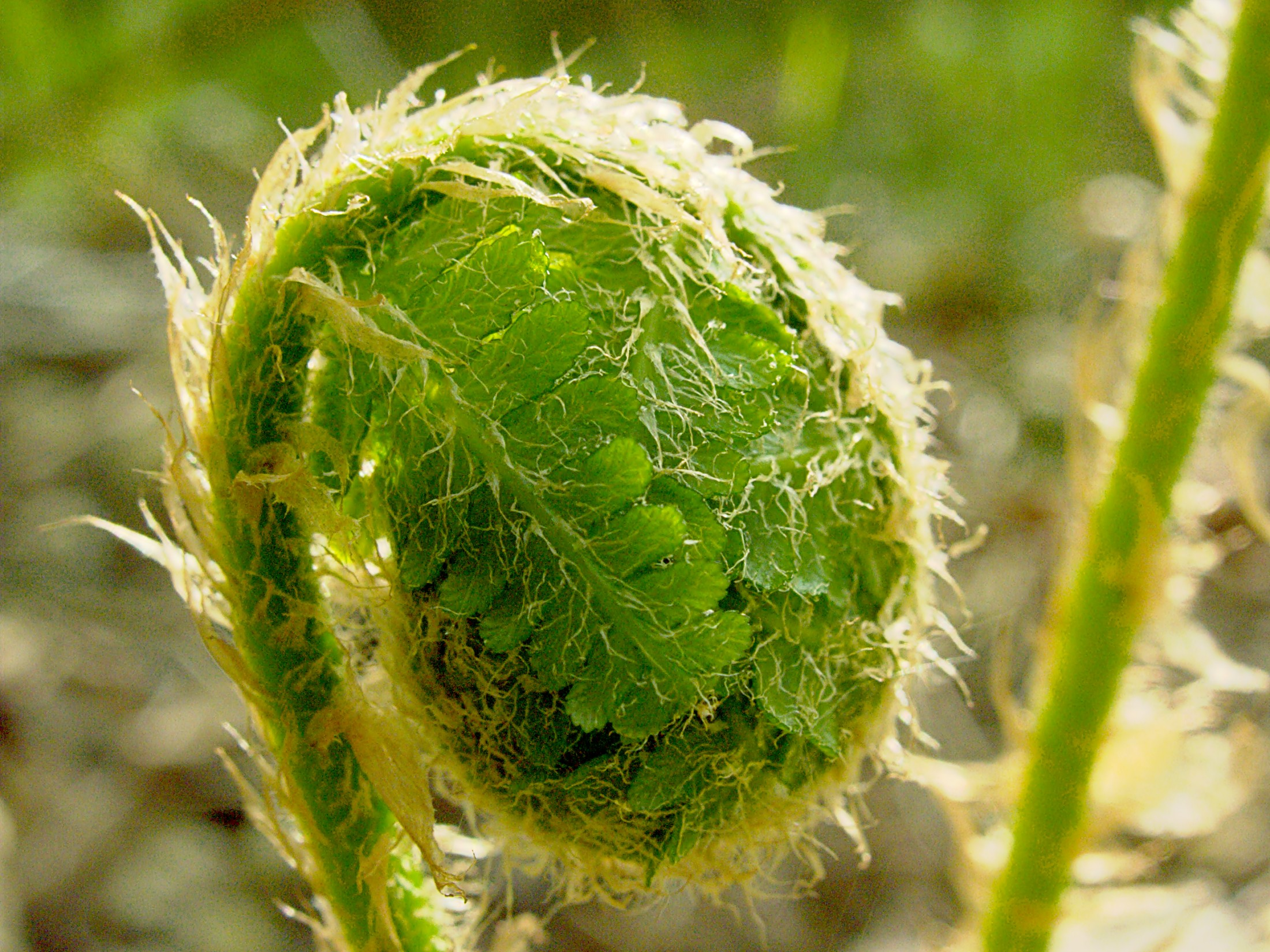
Безщитник жіночий
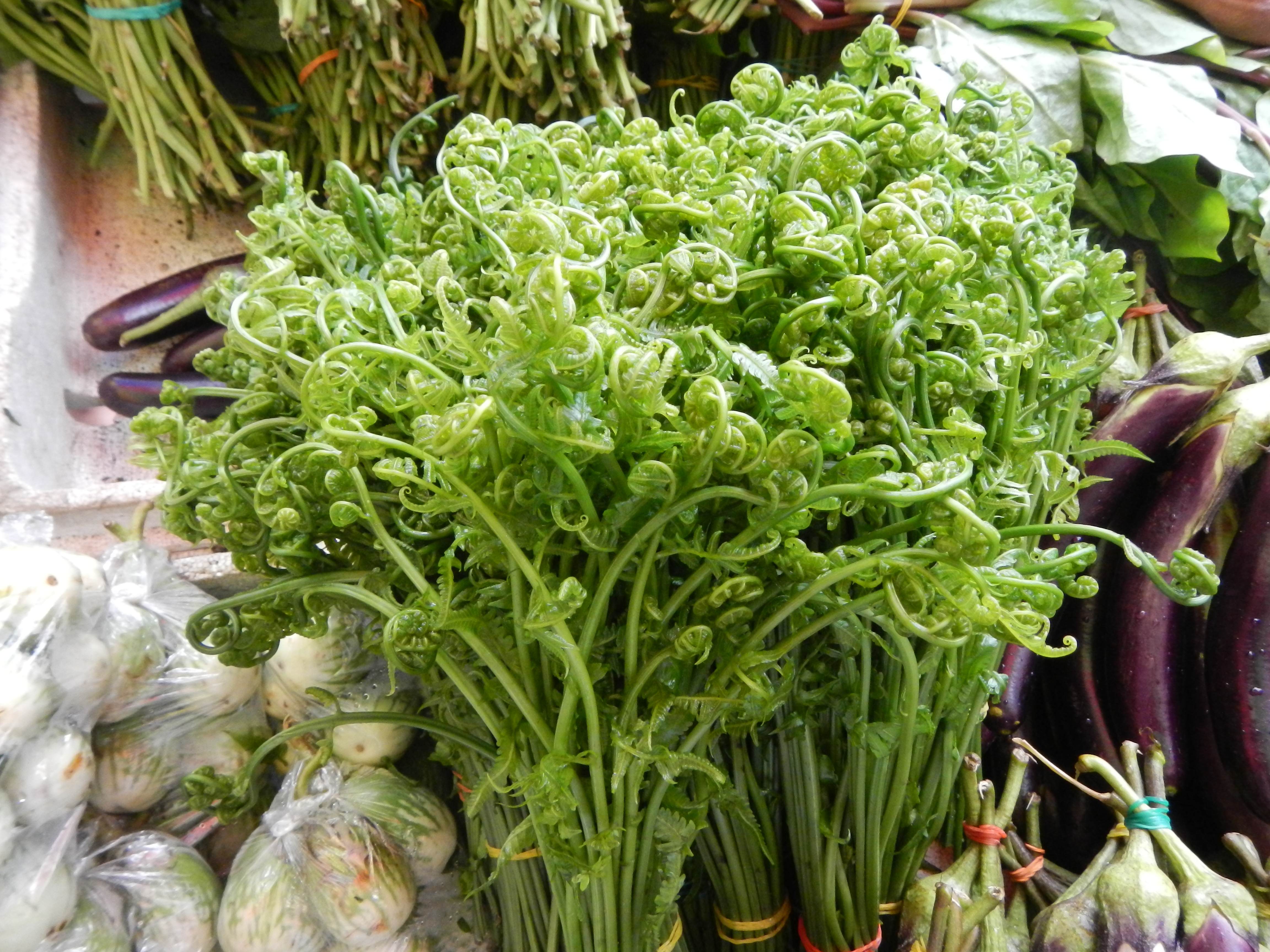
Диплазіум їстівний

### Страви з папоротевих рахісів

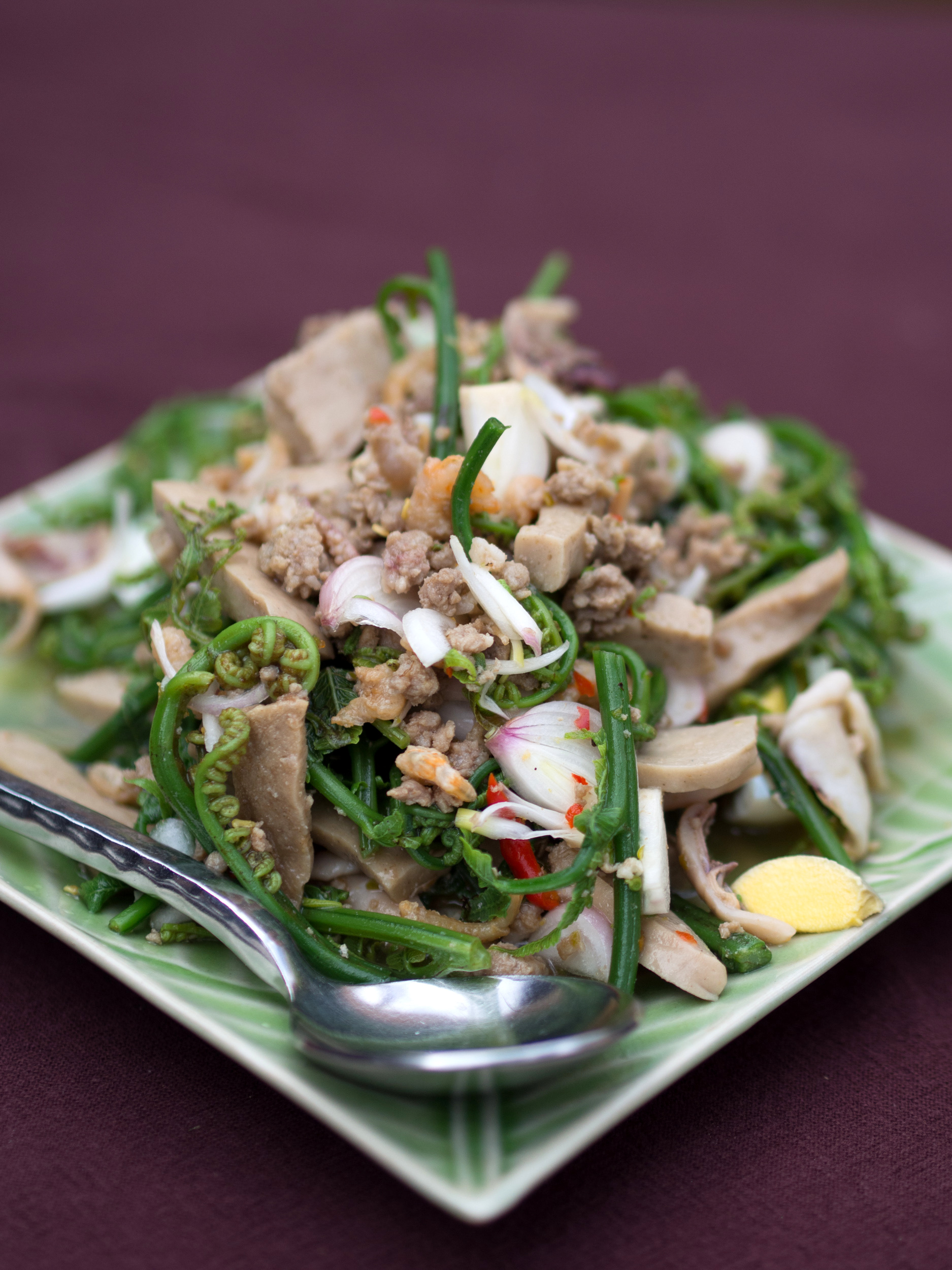
Диплазіум їстівний в Ям Пак Кут, Таїланд
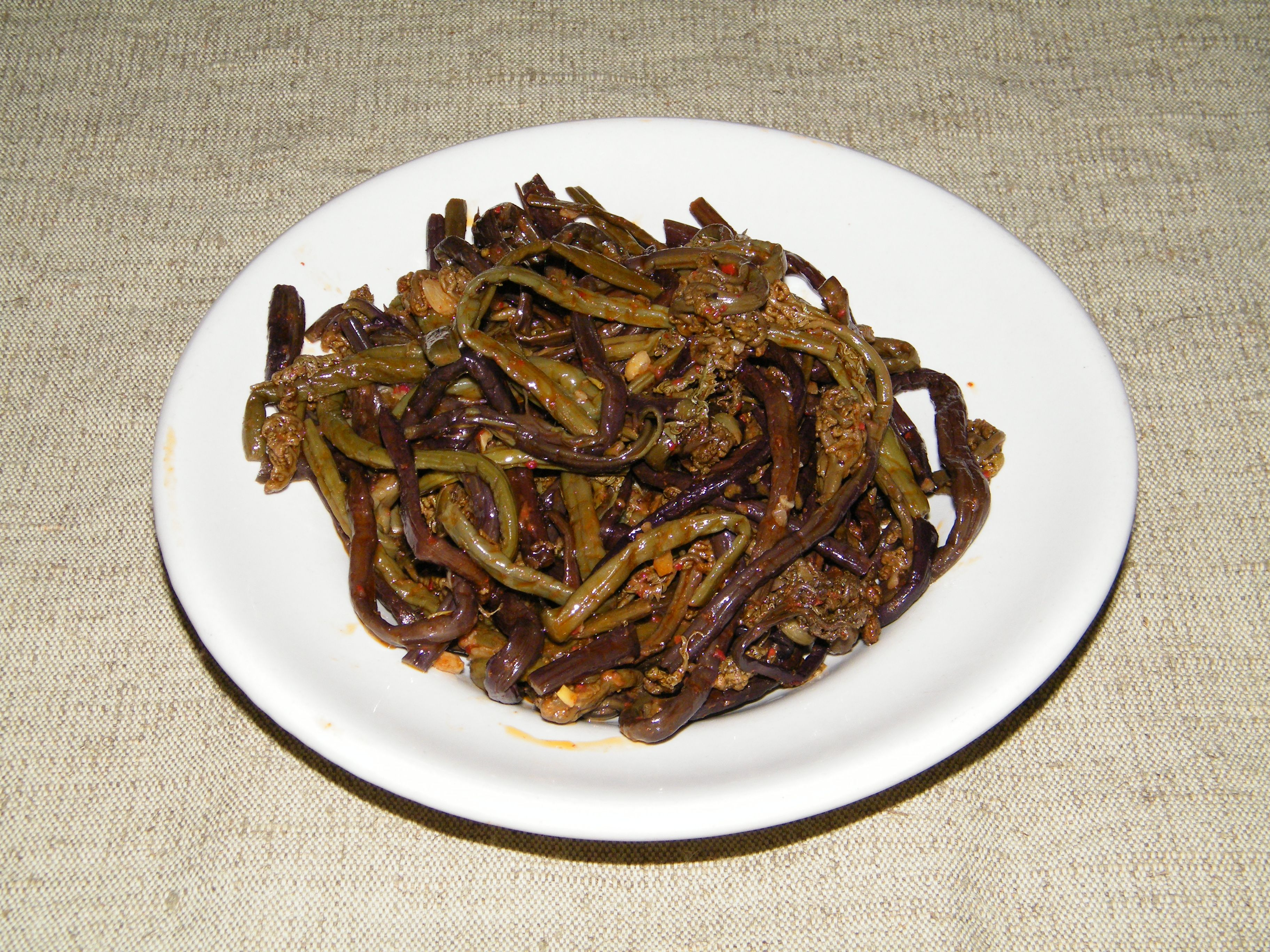
Салат з маринованих рахісів орляка, Росія
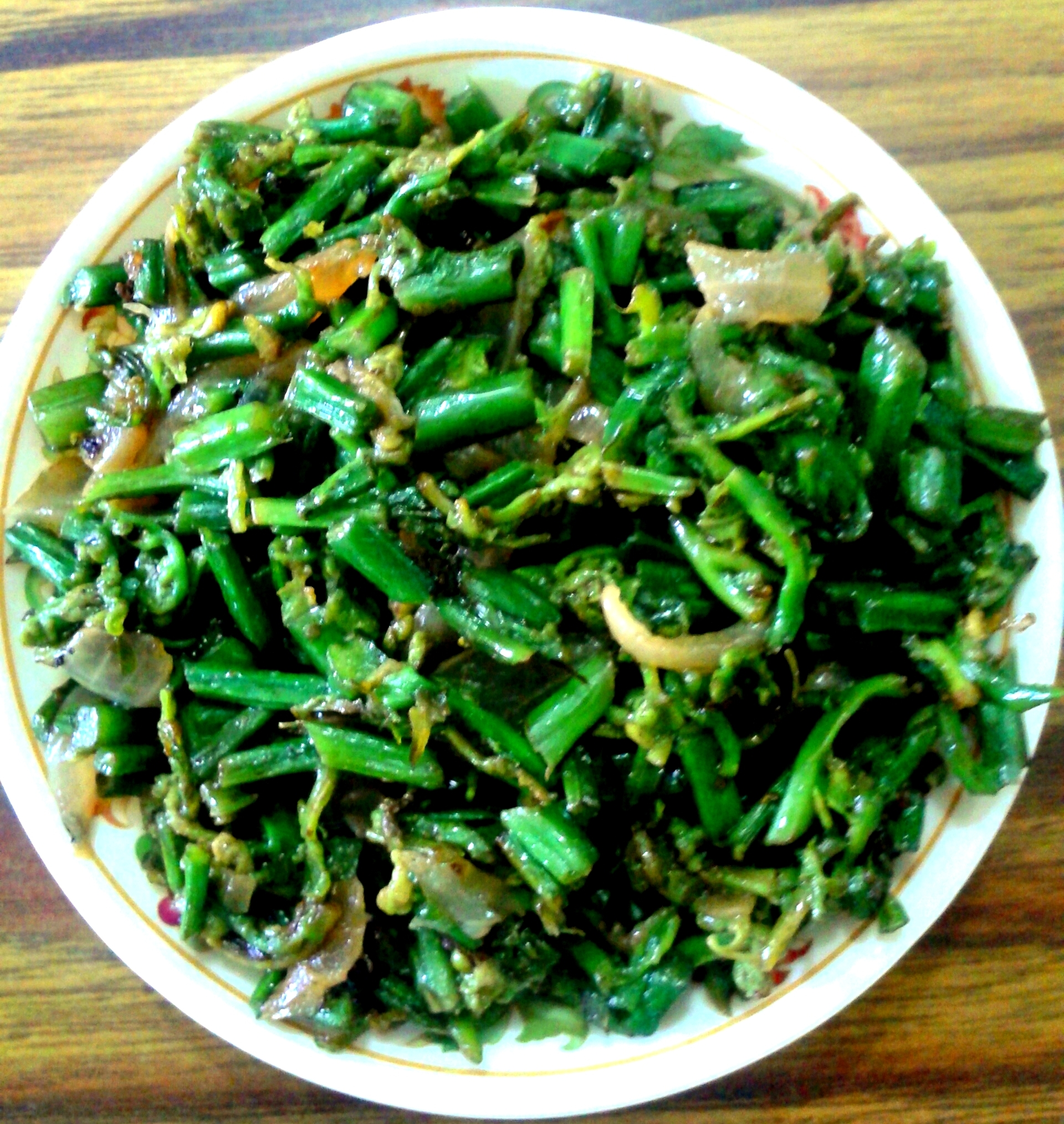
Страва  Дхекія , Ассам (Індія)
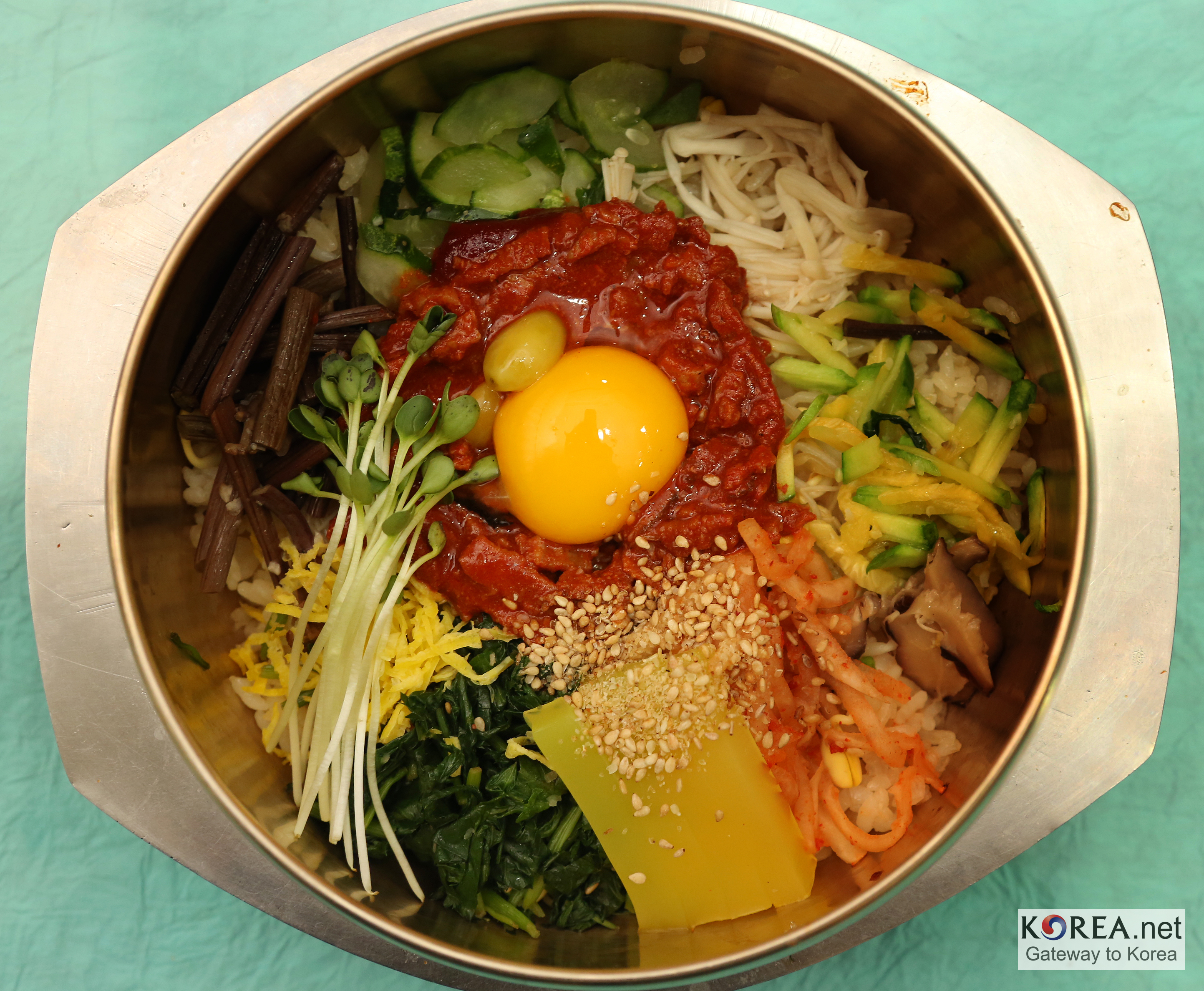
Орляк в страві пібімпап, Корея

## Вплив на організм
Папоротеві рахіси багаті калієм та залізом, містять омега-3 і омега-6 жирні кислоти, а також різні вітаміни та мінерали. Вони є джерелом антиоксидантів і харчових волокон (клітковина) з низьким вмістом натрію, і тому придатні для людей які потребують низьконатрієвої дієти.
Папороть орляк містить отруйну шикімову кислоту  та тіаминазу, - фермент який руйнує тіамін (вітамін В1). Термічна обробка нейтралізує шикімову кислоту; проте тіаміназа є термостійкою, і для зниження її концентрації бажано замочування рахісів на не менше 12 годин в солоній воді. Проте споживання орляка у великій кількості може привести до дефіциту  вітаміну B1. 